# طوماش كوسيرا
طوماش كوسيرا (بالتشيكية: Tomáš Kučera) هو رابر ولاعب كرة قدم تشيكي في مركز الوسط، ولد في 20 يوليو 1991 في هافليتشكوف برود في جمهورية التشيك. لعب مع نادي هراتس كرالوفه.

## وصلات خارجية
- طوماش كوسيرا على موقع قاعدة بيانات كرة القدم.إي يو (الإنجليزية)
- طوماش كوسيرا على موقع Soccerway.com (الإنجليزية)
- طوماش كوسيرا على موقع AS.com (الإسبانية)